# 弗蘭克帕伊斯
弗蘭克帕伊斯是古巴的城鎮，属奧爾金省，面積510平方公里，海拔高度2米，2004年普查人口總數為25,621人，人口密度平均每平方公里50.2人。